# بخش واشینگتن (شهرستان فرانکلین، اوهایو)
بخش واشینگتن (به انگلیسی: Washington Township) یک منطقهٔ مسکونی در ایالات متحده آمریکا است که در شهرستان فرانکلین، اوهایو واقع شده‌است.
 بخش واشینگتن ۸٫۹۰ کیلومتر مربع مساحت و ۱٬۵۴۹ نفر جمعیت دارد و ۲۷۶ متر بالاتر از سطح دریا واقع شده‌است.